# Ulica Żelazna w Warszawie

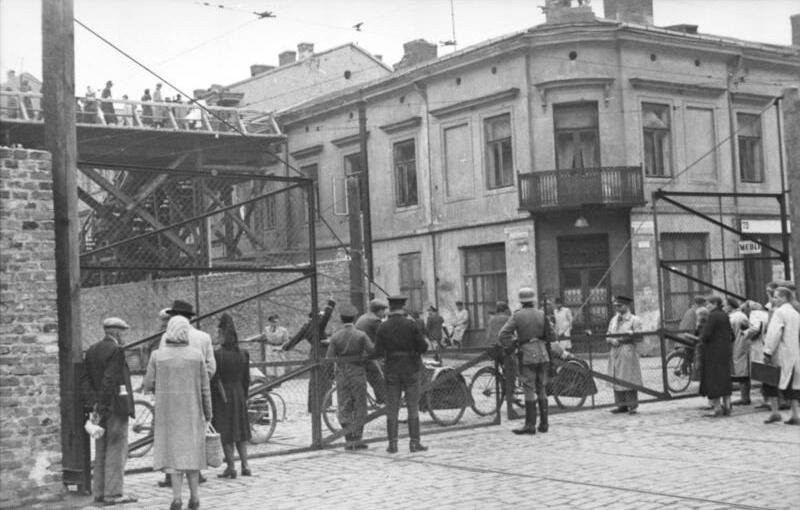
Skrzyżowanie ulic Żelaznej i Chłodnej. Widoczna drewniana kładka łącząca małe i duże getto (1942)

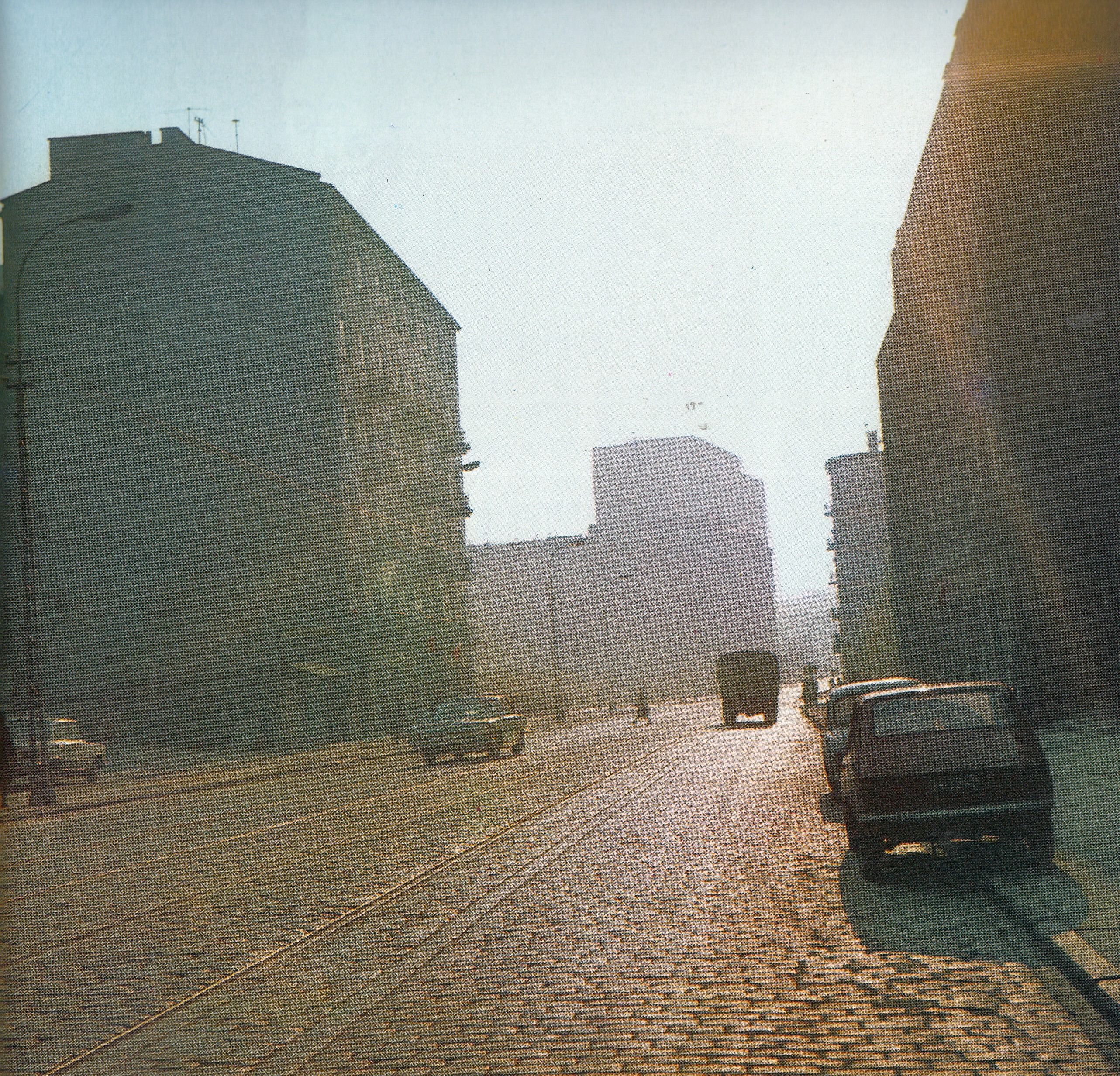
Ulica na odcinku między ulicami Ogrodową i Chłodną ok. 1970 roku

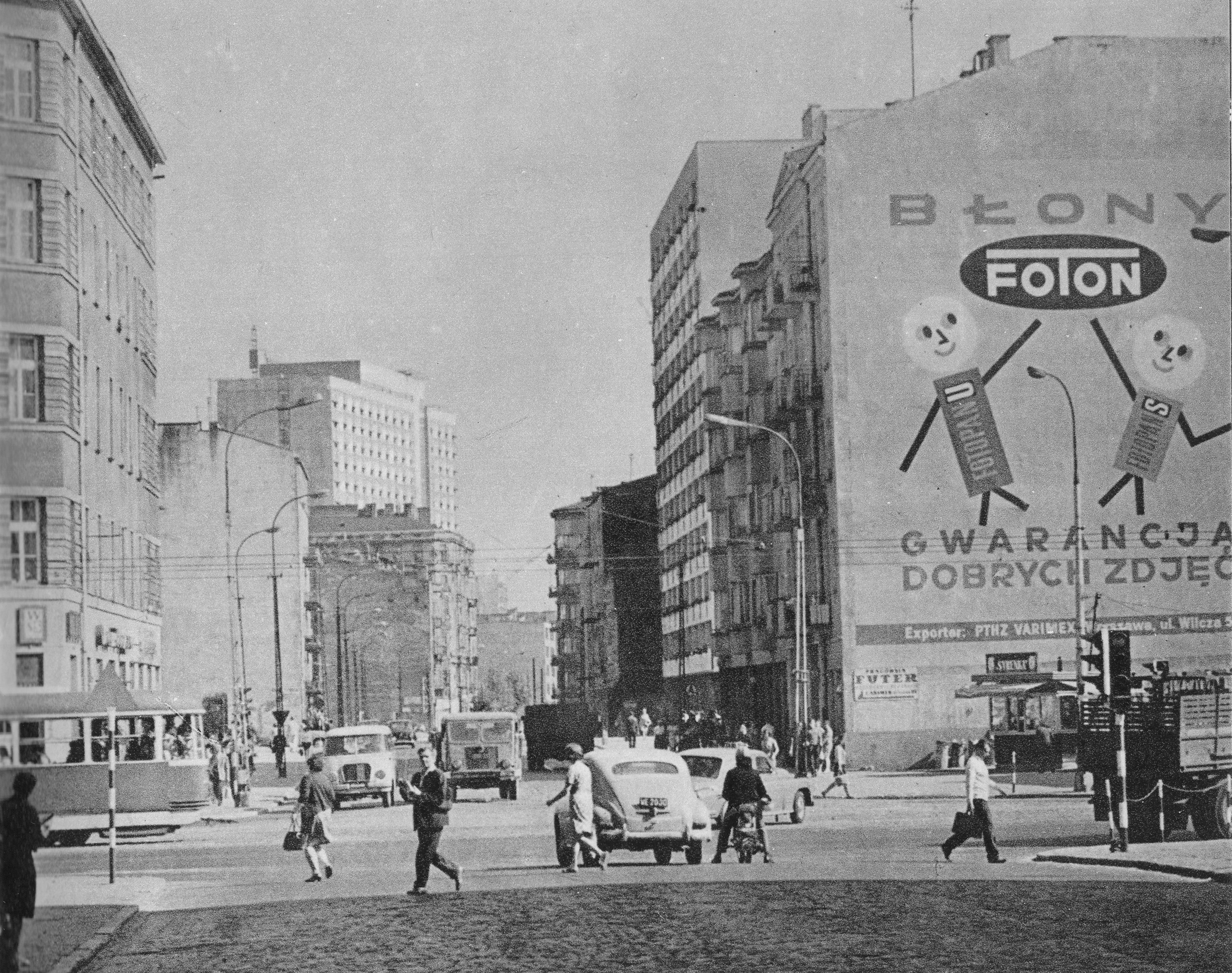
Ulica Żelazna przy skrzyżowaniu z al. gen. K. Świerczewskiego (obecnie al. „Solidarności”), ok. 1971 roku

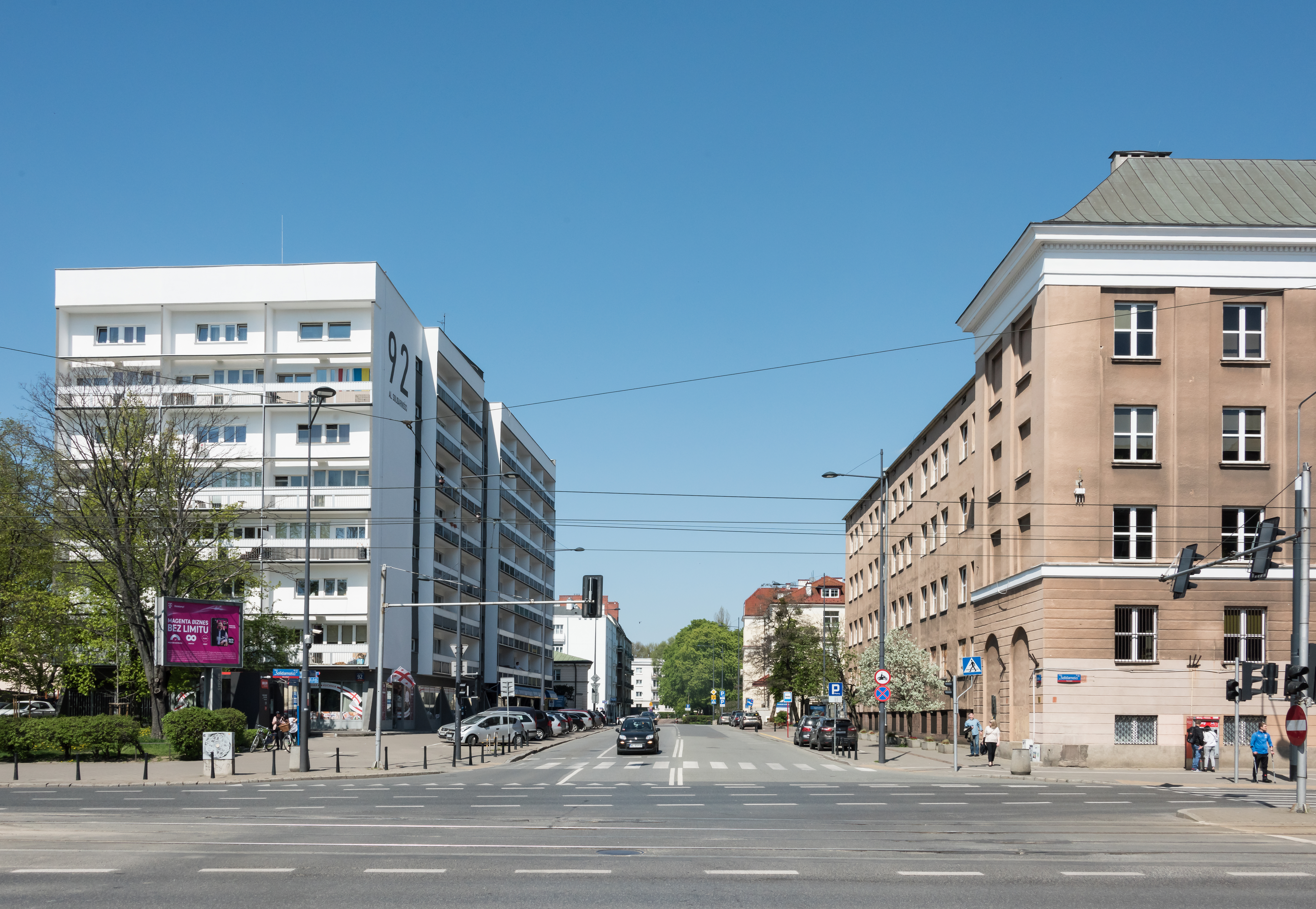
Odcinek ulicy na północ od al. „Solidarności”

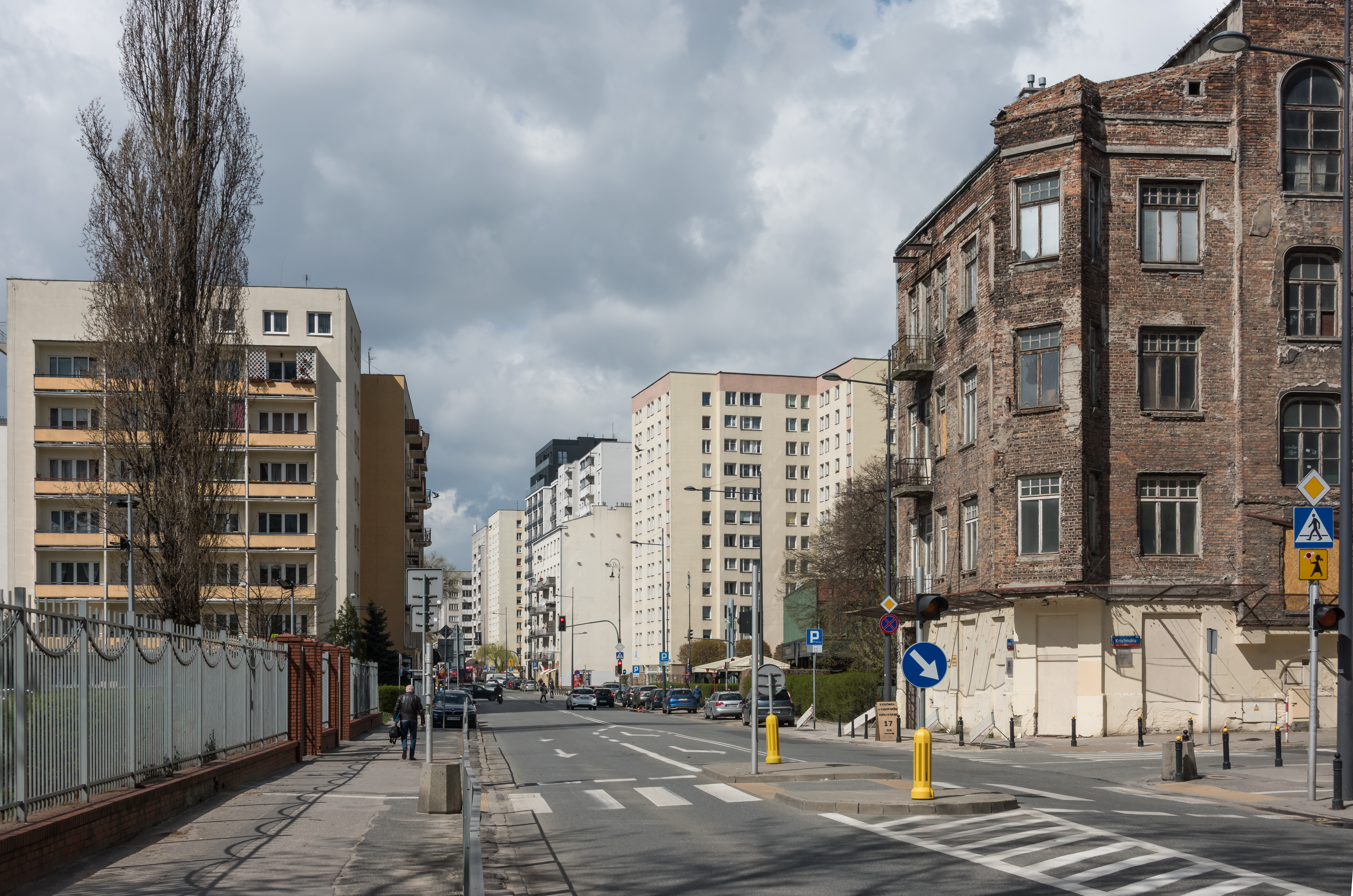
Ulica Żelazna przy ulicy Krochmalnej

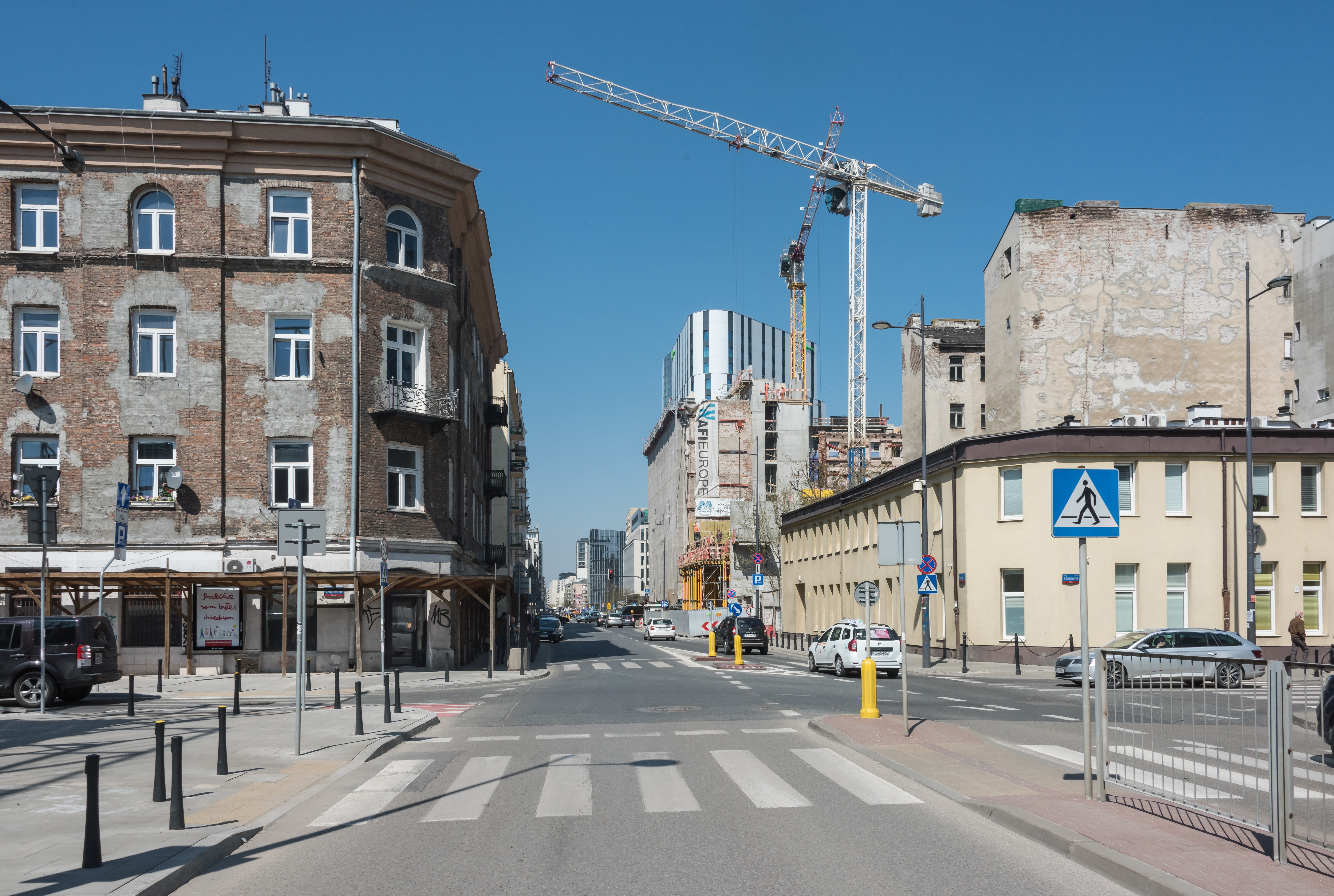
Ulica przy ulicy Chmielnej z narożnym fragmentem starej zabudowy

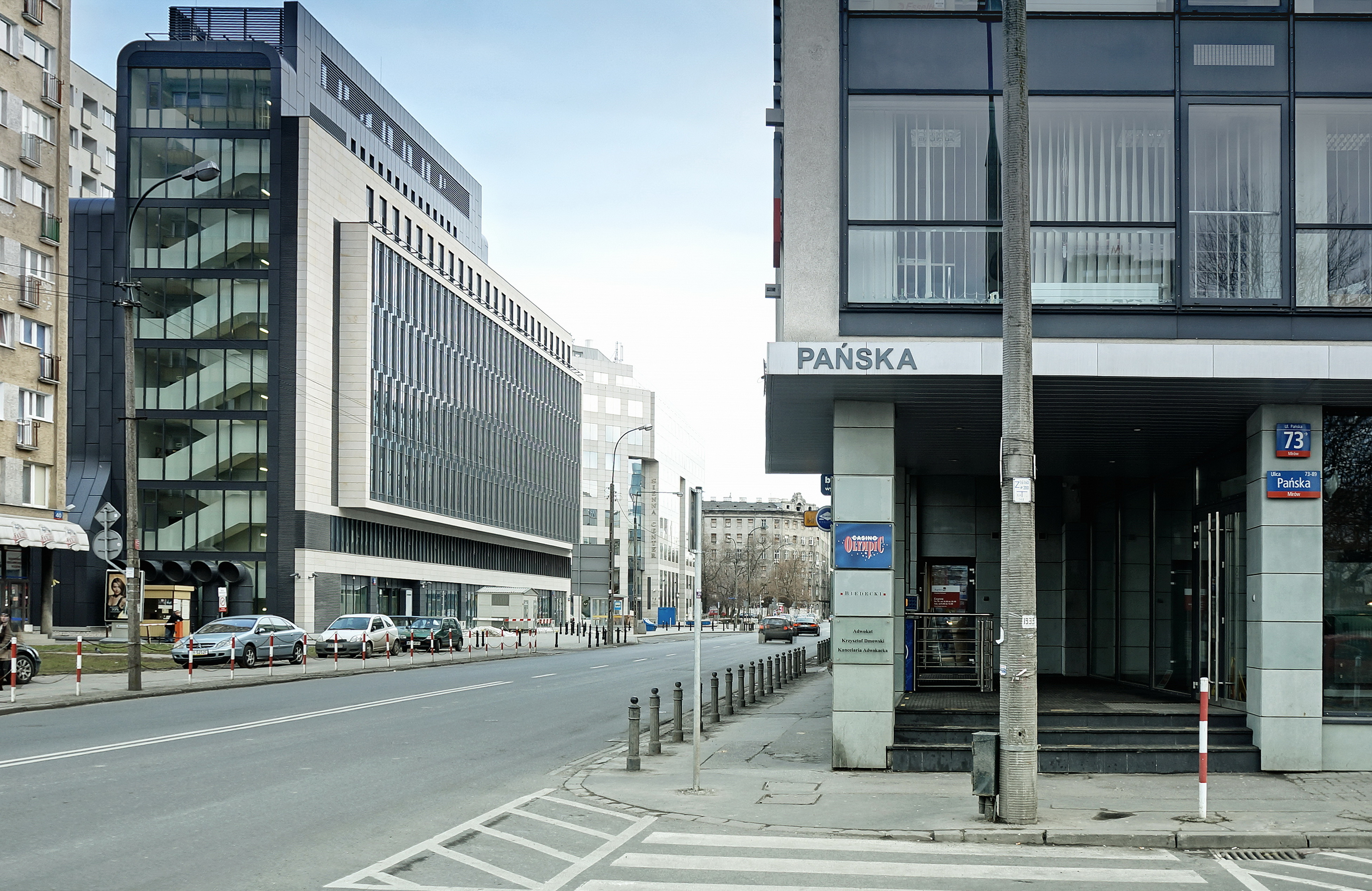
Ulica przy ulicy Pańskiej – po lewej biurowiec Feniks wzniesiony w miejscu Spółdzielczego Domu Handlowego „Feniks”

Ulica Żelazna – ulica w warszawskich dzielnicach Ochota i Wola.

## Historia
W połowie XVII wieku północna część ulicy była drogą łączącą jurydykę Leszno z Nowolipiem. W 1725 wytyczono odcinek pomiędzy ulicą Chłodną a Lesznem, który pierwotnie biegł wśród pól, a w II poł. XVIII wieku wśród ogrodów. W tym okresie ulica została uregulowana według planów geometry Deutscha.
W 1770 ulica została przedłużona na południe do zbiegu ulic Twardej i Złotej i otrzymała urzędowo nazwę Żelazna. W 1784 przy ulicy stał pałacyk, 2 kamienice, 6 domów murowanych, 4 dworki, 2 młyny i karczma „Żelazna” (od której pochodzi nazwa ulicy), a poza linią zabudowy ciągnęły się ogrody. W 1805 przy Ceglanej powstały Ogrody Ulrychów, przeniesione później na Górce. W 1810 u zbiegu ulic Żelaznej i Żytniej (aktualnie Żelazna 97) powstał pałacyk Wojciecha Bogusławskiego. W początkach XIX wieku działało tu już 5 browarów.
W 1836 ulica Żelazna została przedłużona do Nowej Drogi Jerozolimskiej czyli Alej Jerozolimskich i w 1845 przecięły ją tory kolei Warszawsko-Wiedeńskiej.  Przed 1842 rokiem po raz kolejny przedłużono ją na południe, początkowo do ul. Nowogrodzkiej. W latach 1852−1856 przeprowadzono drogę gruntową do ul. Nowowiejskiej, którą przed 1875 rokiem, po zasypaniu istniejących tam glinianek, przekształcono w uregulowaną ulicę. Po wybudowaniu Zespołu Stacji Filtrów ulicę Żelazną skrócono, likwidując odcinek między ulicami Nowowiejską i Koszykową. 
W połowie XIX wieku nastąpił rozwój przemysłu – powstały tu zakłady przemysłowe, garbarnie, wytwórnie cerat, fabryki metalowe. Z biegiem czasu przybywało kamienic i zabudowa ulicy stawała się coraz bardziej zwarta.
W 1902 na rogu Żelaznej i Alej Jerozolimskich wybudowano Dworzec Kaliski zaprojektowany przez Józefa Hussa. W 1908 ulicą poprowadzono linię tramwaju elektrycznego.
W okresie międzywojennym przy ulicy powstały nowoczesne domy mieszkalne. W latach 1918–1927 w mieszkaniu nr 63 w nieistniejącej kamienicy przy ul. Żelaznej 89 mieścił się konspiracyjny lokal Komitetu Centralnego Komunistycznej Partii Polski. Tam redagowali partyjne dokumenty i spotykali się na naradach m.in. Adolf Warski, Maria Koszutska, Julian Leszczyński i Małgorzata Fornalska. O tych wydarzeniach przypomina tablica z brązu umieszczona w 1978 na frontowej ścianie obecnie istniejącego w tym miejscu budynku wzniesionego w latach 1937–1939.
W latach 1926–1928 zbudowano wiadukt nad wykopem linii średnicowej.
W 1931 pod nr 24 wzniesiono obsługującą centralną część miasta podstację elektryczną, jeden z sześciu tego rodzaju obiektów w przedwojennej Warszawie. W 1933 odcinek ulicy położony na południe od Alej Jerozolimskich przemianowano na ul. Lindleya, zachowując początkową numerację ulicy Żelaznej.
Zabudowa ulicy ucierpiała w czasie obrony Warszawy we wrześniu 1939.
W listopadzie 1940 odcinek pomiędzy Grzybowską i Leszno (obecnie al. „Solidarności”), parzysta (wschodnia) strona między Lesznem i Nowolipiem oraz krótki odcinek Żelaznej na północ od Nowolipia, znalazły się w granicach warszawskiego getta. Do sierpnia 1942 stanowiła jedyne drogowe połączenie pomiędzy południową i północną częścią dzielnicy zamkniętej. Po wyłączeniu z getta w grudniu 1941 terenu między ulicami Żelazną i Wronią na jezdni, na zachodnim torze tramwajowym, wzniesiono mur; wschodni tor pozostał w dzielnicy zamkniętej. W styczniu 1942 nad wyłączoną z getta ulicą Chłodną, na wysokości kamienic Chłodna 23 i 26, zbudowano drewniany most zaprojektowany przez niemiecką spółkę Schmied i Muentzermann. Przejął on część ruchu pieszego z bardzo ruchliwego skrzyżowania Chłodna – Żelazna.
W zachowanym budynku przy Żelaznej 103 w latach 1942–1943 mieściło się SD-Befehlstelle, jednostka niemiecka kierująca wielką akcją deportacyjną do obozu zagłady w Treblince latem 1942. W sierpniu 1942, po likwidacji tzw. małego getta, ulicę do Leszna włączono do aryjskiej części miasta.
W okresie II wojny światowej zabudowa ulicy znacznie ucierpiała, szczególnie w okresie powstania warszawskiego. Po wojnie wiele z budynków zostało rozebranych, a teren przez jaki przebiegała, znany był jako tzw. Dziki Zachód. Przez długi czas po zakończeniu wojny znajdowały się tam ostańce przedwojennej zabudowy i niezabudowane place po rozebranych budynkach. 
W latach 1949–1960 między ulicami: Orlą, al. Świerczewskiego (od 1991 al. „Solidarności”), Żelazną, Chłodną i Elektoralną zbudowano osiedle mieszkaniowe Mirów zaprojektowane przez Tadeusza Kossaka. Przy ulicy wzniesiono także bloki mieszkalne zbudowanego w latach 1965–1972 osiedla Za Żelazną Bramą. W 1969 oddano do użytku budynek Stacji Sanitarno-Epidemiologicznej.
Od lat 90. zaczęło się stopniowe wyburzanie kolejnych domów. W miejsce starych budynków powstają nowe – pojedyncze „plomby”, ale i całe pierzeje, jak pomiędzy ulicami Łucką a Grzybowską.

## Nazwa
Nazwa ulicy pochodzi od karczmy Żelaznej, znajdującej się w XVIII wieku na rogu ulic Siennej i Twardej. Karczma istniała nadal w latach 30. XIX wieku, toczyły się w jej rejonie ciężkie walki z wojskami rosyjskimi, a w dniu 6 września 1831 prowadzono przy niej rozmowy kapitulacyjne. Jej kształt architektoniczny jest widoczny na obrazie olejnym z 1831 roku, namalowanym przez Aleksandra Kotzebue pt. Rozmowy kapitulacyjne przed karczmą Żelazną na Woli, 1831 (w zbiorach Muzeum Wojska Polskiego w Warszawie).

## Ważniejsze obiekty
- Kamienica pracowników PKP, tzw. dom Kolejowy (ul. Chmielna 73b)
- Pomnik Zgrupowania „Chrobry II” (przed budynkiem nr 18)
- Kamienica Wolfa Krongolda (nr 24a róg Złotej 83)
- Osiedle Miedziana
- Biurowiec Sienna Center, nr 28/30 (Sienna 73/75)
- Osiedle Pańska
- Kompleks biurowy Mennica Legacy Tower
- Dawna fabryka Norblin, Bracia Buch i T. Werner (nr 49/53)
- Żydowski Dom Studiów Religijnych i Modlitwy (nr 57, w podwórzu)
- JM Tower (Grzybowska 45)
- Dawna Fabryka Wyrobów Żelaznych „Duschik i Szolce" (nr 63 róg Grzybowskiej)
- Osiedle Za Żelazną Bramą
- Relikty zabudowy Browaru Haberbuscha (ul. Krochmalna 59)
- Kamienica Anny Koźmińskiej (nr 64, róg ul. Krochmalnej)
- Szkoła Podstawowa nr 221 z Oddziałami Integracyjnymi im. Barbary Bronisławy Czarnowskiej (nr 71)
- Dom Kereta (nr 74, róg Chłodnej)
- Kładka Pamięci (róg Chłodnej)
- Kamienica Ignacego Partowicza (nr 75a)
- Wojewódzka Stacja Sanitarno-Epidemiologiczna (nr 79)
- Kamienica Hersza Steinberga (al. „Solidarności” 149)
- Urząd Dzielnicy Wola m.st. Warszawy, dawna siedziba Publicznych Szkół Powszechnych nr 10, 17, 56 i 119, (al. Solidarności 90, dawniej nr 88 róg Leszno 80/82)
- Szpital Specjalistyczny św. Zofii (nr 90)
- Kamienica Władysława Jabłońskiego – w istniejącym na jej miejscu budynku w 1857 zmarł kompozytor i pedagog Karol Kurpiński, co upamiętnia tablica z piaskowca wmurowana w 1957[20] (nr 91)
- Pałacyk Bogusławskiego – Dom generalny Zgromadzenia Sióstr Franciszkanek Rodziny Maryi (nr 97 róg Żytniej)
- Dawna siedziba Befehlstelle, specjalnej jednostki SS kierującej wielką akcją deportacyjną w getcie warszawskim latem 1942 roku, na budynku tablica pamiątkowa Tchorka (nr 103)
- Trzy upamiętnienia granic getta (przy ul. Grzybowskiej, ul Chłodnej oraz al. „Solidarności")

## Obiekty nieistniejące
- Centralny Dworzec Pocztowy
- Dworzec Kaliski
- Mennica Polska S.A. (ul. Waliców 11 róg Żelaznej)
- Mennica Polska S.A. (nr 56)
- Stołeczne Zakłady Winiarsko-Spożywcze „Warsowin” (nr 59)
- Spółdzielczy Dom Handlowy „Feniks” (nr 32)
- Kamienica przy ul. Żelaznej 65

## W kulturze masowej
Przedwojenna ulica wspomniana została w wierszu zamieszkałego czasowo na Woli Władysława Broniewskiego, zatytułowanym Kalambury (z tomu Troska i pieśń, 1932).
Powojenna Żelazna została epizodycznie utrwalona w powieści Leopolda Tyrmanda Zły wraz z popularnym, barwnie opisanym barem Warszawskich Zakładów Gastronomicznych „Słodycz”, mieszczącym się w narożnej kamienicy pod numerem 64.
Ulica z jej starą zabudową pojawia się także w epizodach kryminalnej powieści Tomasza Konatkowskiego Pięć czaszek, w wątku dotyczącym nielegalnej reprywatyzacji starych kamienic.